# Église Saint-Étienne de Lageyrat
Pour les articles homonymes, voir Église Saint-Étienne et Saint-Étienne (homonymie).
L'église Saint-Étienne de Lageyrat est une église catholique situé au village de Lageyrat, sur la commune de Châlus, en Limousin (France).

## Localisation
L'église est située en Limousin, en Haute-Vienne, sur la commune de Châlus, au village de Lageyrat, à six kilomètres du bourg de Châlus).

## Historique
L'édifice date en partie du XIe siècle. Reconstruit à la fin du XVe siècle, il fut ruiné par les guerres de Religion.
Bien que distante de six kilomètres du bourg, l'église Saint-Étienne de Lageyrat, constituait l'église paroissiale de Châlus bas jusqu'à la Révolution. Son cimetière conserve des pierres tombales en granite sculpté des XIe et XVe siècles, dont l'une est dénommée tombeau de sainte Quitterie. Elle fut reconstruite à la fin du XVe siècle et détruite pendant les guerres de Religion. Propriété de la commune, elle est inscrite à l'inventaire des monuments historiques depuis le 17 juin 1975.